# Isaak (sångare)
Isaak Guderian, född 31 januari 1995 i Minden, mer känd som enbart Isaak, är en tysk sångare som representerade Tyskland i Eurovision Song Contest 2024 med låten "Always on the Run".
Isaak har varit med i både X Factor Tyskland och den tyska versionen av Talang.